# 佐々木静子
佐々木 静子（ささき しずこ、1926年〈大正15年〉8月27日 - 2018年〈平成30年〉7月19日）は、日本の弁護士、政治家。関西地方初の女性弁護士である。参議院議員を1期務めた。伊藤俊介 (政治家)の孫。

## 人物・来歴
大阪市小松原町生まれ。父は弁護士で松島遊郭事件を担当した田村堅三。1944年（昭和19年）、大阪府立大手前高等女学校卒業。同年、18歳で旧海軍省官僚と結婚した。夫は仕事のため東京、静子は夫の両親の住む和歌山市和歌浦で暮らした。
終戦後、京都大学工学部の研究者となった夫ともに京都で暮らし始めたが、夫が公職追放のため栗本鉄工所に転職し、大阪に転居し、1948年に長女を出産。司法試験の受験を志し、受験資格を得るために子育ての傍ら1950年に大阪女子大学に入学した。
1952年（昭和27年）に司法試験に合格、1955年（昭和30年）に弁護士登録する。弁護士開業後は仕事の都合上、夫と別居することになり、離婚に至る。
1958年（昭和33年）、吹田事件を担当した判事佐々木哲蔵と再婚した。哲蔵は静子が司法修習生のときの指導教官であった。哲蔵は吹田事件の訴訟指揮をめぐって批判を浴びたことを契機に判事を退官し、夫婦で佐々木哲蔵・静子法律事務所を開設した。静子は徳島ラジオ商殺し事件、八海事件などの冤罪事件を担当した。
1959年（昭和34年）、日本の法律家代表として中華人民共和国の政治法律学会に出席。1964年（昭和39年）、大阪家庭裁判所調停委員、1965年（昭和40年）、日本有職婦人大阪クラブ会長に就任。
1971年6月、第9回参議院議員通常選挙に大阪府選挙区から出馬し当選、1977年まで参議院議員を1期務めた（日本社会党所属）。この間、参議院交通安全対策特別委員長を務めた。
1996年、勲三等宝冠章受章。

## 家族
- 父・田村堅三（1894年生） - 弁護士、大阪弁護士会会長[15]。和歌山県海草郡和佐村（現：和歌山市）で医師の堅治と土岐嘉平の姉・尚子の子として生まれ、旧制三高を経て東京帝国大学独法科卒業後、三井系企業を経て弁護士として独立[16][17]。松下幸之助とは同じ村、同じ年の生まれで生涯友人であり、松下電器の役員も務めた[18]。
- 母・登美 - 伊藤俊介 (政治家)の二女
- 妹・和子 - 京都大学工学部大学院に学び、京大最初の女性工学士となった。[19]
- 夫・西嶋順一（1918-1969） - 陸軍技術将校。和歌山県那賀郡出身。旧制和歌山中学校、旧制大阪高等学校、京都大学工学部機械科卒。戦後は京大研究員となったが公職追放により辞職し栗本鉄工所勤務。1944年に静子と結婚（のち離婚）。弟に陸軍軍医の西嶋浩二。親戚に吉村友之進。[20]
- 夫・佐々木哲蔵 - 人妻の静子にプロポーズし、1958年に再婚。60歳を過ぎてから愛人との間に2児ができ、1973年に静子と別れ、愛人と再婚[21]
- 長女・三千子（1948年生） - 先夫との娘。高校卒業後、弁護士の牛田利治と結婚[22]。

## 著作
- 『女性の法律入門』法律文化社、1971年3月1日。NDLJP:11933147。
- 『最新の中国法』高千穂書房 1983年
- 『もえる日日 わたし自身の暦』ミネルヴァ書房 シリーズ「女いま生きる」 1984年
- 『冬座敷 句集』NHK文化センター 1999年
- 『命もやして 87歳現役女性弁護士の回想』潮出版社 2014年

### 共編著
- 『真昼の暗黒 八海事件15年と今後』原田香留夫共著 大同書院 1967年
- 『女性のライフサイクルと法 家庭・職場・社会』編著 ミネルヴァ書房 シリーズ「女いま生きる」 1987年
- 『女性が変える生活と法 男女共同参画社会をめざして』編著 ミネルヴァ書房 シリーズ<女・あすに生きる> 2000年
- 『成年後見制度Q&A』編 ミネルヴァ書房 シリーズ・高齢者の暮らしを支えるQ&A 2001年

### 翻訳
- 『最新の中国法』編訳 高千穂書房 1980年
- 中国法学会、澳門東亜大学研究院 編『中国ビジネス法大系』学生社 1989年